# Elizabeth Bartlett
Elizabeth Bartlett (ur. 20 lipca 1911 w Nowym Jorku, zm. 12 sierpnia 1994 w San Diego) – poetka amerykańska. 
Urodziła się jako Elizabeth Winters. Chodziła do Teachers College. W 1943 w Meksyku wyszła za Paula Alexandera Bartletta. Miała z nim syna Stevena. Nauczała na wielu uniwersytetach, a tym na Southern Methodist University, San Jose State University, University of California w Santa Barbara i University of San Diego. Jej wiersze znalazły się w tomach Poems of Yes and No (1952), It Takes Practice Not to Die (1964), Address in Time (1979), Memory is No Stranger (1981), The Gemini Poems (1984), Candles (1988) i Around the Clock (1989).